# チュクチ語
チュクチ語（チュコト語、ルオラベトラン語、チュクチャ語、Chukchiともいう）はシベリア最東端の主にチュクチ半島に住む、2001年現在で約10,400人のチュクチ人が話すチュクチ・カムチャッカ諸語の一つ。ユネスコの Red Book に危機に瀕する言語として記載されている。
コリャーク語（またはコリヤーク語：話者は2001年時点で約5200人とチュクチ語の半数）に近縁な言語で、これに加えアリュートル語、ケレク語と共にチュクチ語派、さらにイテリメン語と共にチュクチ・カムチャツカ語族を形成する。ただし最後のイテリメン語については別系統であるとの論議もあり、金子（2011）では系統関係を否定し、小野（2021）では系統的帰属問題を未解決としている。
チュクチとコリャークはトナカイの群れに基づく経済で文化ユニットを形成しており、ともにロシア連邦内で自治区を持っている。ロシア語の Chukchi はチュクチ語で「豊富なトナカイ」を意味する Chauchu から来ている。
表記にはロシアで用いられるキリル文字に「 Ӄ」「ӄ」 と「 Ӈ」「ӈ」の2文字及び記号「ʼ」を加えたものが使用されている。
かつては北東シベリアにおける中心的な言語であり、周辺の各民族の媒介語としても使用されたが、ロシア人の入植・流入によって徐々に勢力を弱め、特に1950年代以降の出稼ぎロシア人の大量流入によってロシア語の母語化傾向が加速した。2000年代初頭では、若い人で流暢なチュクチ語を話せる者は少ないとされ、これは周辺の各少数言語と共通した状況である。
チュクチ語は、西方言を話すトナカイ遊牧民と東方言を話す漁労民に大きく分かれるが、両言語の差は比較的小さい。これらに関する研究としてTelqep(Tumanskaja)川沿いの東方言の研究を行ったDunn(1999)と西方言の研究を行った呉人(2001)がある。

## 正書法
以下の表でチュクチ語のキリル文字とラテン文字の対応を示す。以下はISO9によるチュクチ語のローマ字化方式である。
| キリル文字 | ラテン文字 | キリル文字 | ラテン文字 |
| ---------- | ---------- | ---------- | ---------- |
| А а        | A a        | П п        | P p        |
| Б б        | B b        | Р р        | R r        |
| В в        | V v        | С с        | S s        |
| Г г        | G g        | Т т        | T t        |
| Д д        | D d        | У у        | U u        |
| Е е        | E e        | Ф ф        | F f        |
| Ё ё        | Ë ë        | Х х        | H h        |
| Ж ж        | Ž ž        | Ц ц        | C c        |
| З з        | Z z        | Ч ч        | Č č        |
| И и        | I i        | Ш ш        | Š š        |
| Й й        | J j        | Щ щ        | Ŝ ŝ        |
| К к        | K k        | Ъ ъ        | ʺ          |
| Ӄ ӄ        | Ḳ ḳ        | Ы ы        | Y y        |
| Л л        | L l        | Ь ь        | ʹ          |
| Ԓ ԓ        | Ḷ ḷ        | Э э        | È è        |
| М м        | M m        | Ю ю        | Û û        |
| Н н        | N n        | Я я        | Â â        |
| Ӈ ӈ        | Ň ň        | ʼ          | ʼ          |
| О о        | O o        |            |            |

## 音韻論

### 音韻構造
音節構造は、西部方言では(C1)(C2)V1(V2)(C3)の構造を、東部方言では(C1)V1(C2)の構造を持つ。アクセントは初頭音節の/ə/以外の音節に落ちる。語頭及び語末の子音連続、語中（形態素境界）の三子音連続は許容されず、これを避けるために/ə/が挿入される。形態素境界の母音連続も許容されず、2つの母音のいずれかが脱落する（東方言では一般に先行する母音が）。/ə/以外の母音が基底で連続するとき、先行する母音が脱落する。母音で終わる接頭辞が/ə/で始まる語幹に付加される場合、/ə/は削除される。

### 母音
チュクチ語西部方言では、6つの短母音が認められる。
|          | 前舌母音 | 中舌母音 | 後舌母音 |
| -------- | -------- | -------- | -------- |
| 狭母音   | i        |          | u        |
| 中央母音 | e        | ə        | o        |
| 広母音   |          | a        |          |

西部方言では、/ii, ee, aa, oo, uu/の5つの長母音が認められる。

### 子音
チュクチ語西部方言では、14つの子音音素が認められる。
|          | 両唇音 | 歯茎音 | 硬口蓋音 | 軟口蓋音 | 口蓋垂音 | 声門音 |
| -------- | ------ | ------ | -------- | -------- | -------- | ------ |
| 鼻音     | m      | n      |          | ŋ        |          |        |
| 破裂音   | p      | t      |          | k        | q        | (ʔ)    |
| 摩擦音   |        | s      |          | ɣ        |          |        |
| 接近音   | w      |        | j        |          |          |        |
| はじき音 |        | r [ɽ]  |          |          |          |        |
| 側面音   |        | ɬ [ꞎʲ] |          |          |          |        |

子音の音素目録は、女性と男性でわずかに異なっており、共時的には予測できない。概要は「女性方言と男性方言」参照。
声門閉鎖音/ʔ/は語中で母音の前にのみ出現することができ、東方言を扱ったDunn (1999)ではセグメント音素よりも韻律音素として扱う方が適切とする。

### 音韻規則

#### 母音調和
チュクチ語では、母音調和がチュクチ・カムチャッカ語族の中で最も厳密に働く。舌の高低の対立による強母音（dominant vowel: e1, a, o）と弱母音（recessive vowel: i, e2, u）の二系列をもつ。強母音と弱母音は一語中に共起しない。語幹・接辞という形態素の位置の如何にかかわらず、語中に強母音が存在していれば、対応する弱母音と交代する（/i/→/e/, /e2/→/a/, /u/→/o/）。
/ə/には、基底形（音韻形）で現れる予測不可能な/ə/と、語頭・語末の二子音連続、語中の三子音連続を避ける挿入母音として表層形（音声形）で現れる/ə/の二種類がある。
子音にかかわる音韻規則には、同化、異化、脱落、交替、音位転換などがある。このうち、逆行同化が最も多く、順行同化は一例のみある。子音異化は逆行のみ起こり、順行の子音異化は起こらない。

#### /r/-/n/交替
ほとんどの動詞語幹の最初の子音は、語頭で/ɾ/、語中で/n/の形で形態交替を起こす。この交替は動詞の異形態として分析される。語頭で/n/を持ち交替しない動詞は四つのみ記録されている。そのうちの一つ{nom}「岸に打ち上げられる」には語根{ɾom}に基づく関連した名詞群があり、これは過去に生じていた交替が部分的に失われたことを示唆している。

#### 語根内部子音の消失
/-C1C2-/の形の語内部の子音クラスターが、（/ə/の挿入を受けず）語頭で/#C2-/のように第一子音が削除される場合がある。これは/r/-/n/交替よりかなり数が少なく、おそらく24程度の語のみしかない。また、これらの交替が音声的に決定できないものが二語のみある。この現象を起こすものは音声的にも意味的にも予測可能なクラスを形成しない。
| 交替タイプ | 実例                 | 意味（日本語） | 意味（英語） |
| ---------- | -------------------- | -------------- | ------------ |
| #p ~ ɬp    | #puuɾʔ- ~ -ɬpuuɾʔ-   | 交換する       | excahnge     |
| #q ~ ɬq    | #qeɣnew- ~ -ɬqeɣnew- | 撃つ           | shoot        |
| #q ~ ɬq    | #qut- ~ -ɬqut-       | 立ち上がる     | stand up     |
| #q ~ ɬq    | #qət- ~ -ɬqət-       | 出発する       | set off      |
| #k ~ rk    | #kəɬe- ~ -rkəɬe-     | ついていく     | follow       |
| #k ~ rk    | #kəpɬ- ~ -rkəpɬ-     | 打つ           | hit          |
| #w ~ tw    | #wa- ~ -twa-         | ～である       | be           |
| #w ~ tw    | #wetɬa- ~ -twetɬa-   | 立ち上がる     | stand up     |
| #g ~ tg    | #ɣinɾ- ~ -tɣinɾ-     | 引き抜く       | draw out     |
| #t ~ tt    | #tʔ- ~ -ttʔ-         | 注ぐ           | pour         |
| #k ~ tk    | #kiw- ~ -tkiw-       | 夜を明かす     | spend night  |
| #w ~ kw    | #wut- ~ -kwut-       | 馬具をつける   | harness      |

#### 語中子音消失交替
基底形では語頭で三つのセグメントを持つが、語中ではセグメントの最初の子音が脱落する動詞群が12ほどある（/#C1əC2C3-/ ~ /#C2C3-/、/#C1əC2V-/ ~ /-C2V-/）。この現象を起こすものは音声的にも意味的にも予測可能なクラスを形成しない。
| 交替タイプ             | 実例          | 意味（日本語） | 意味（英語） |
| ---------------------- | ------------- | -------------- | ------------ |
| /#C1əC2C3-/ ~ /#C2C3-/ | #ɾənɾ- ~ -nɾ- | 持つ・つかむ   | hold         |
| /#C1əC2C3-/ ~ /#C2C3-/ | #rətc- ~ -tc- | （補助動詞）   | AUX          |
| /#C1əC2V-/ ~ /-C2V-/   | #təɬe- ~ -ɬe- | 歩く           | walk         |

#### 母音削除
語末の母音は削除されるか母音の音価が変わる。このプロセスはほぼ義務的である。語末の母音が/e2~a/であった場合、/ə/に変化する。

#### 女性方言と男性方言[3]

##### 音韻上のバリエーション
特定の子音の発音が男女で異なり、/r/や /rk/を男性は そのまま/r/、/rk/と発音するが、 女性は /c/と発音する。また、r-cの交替は借用語には現れない。
rərkə「セイウチ（男性方言）」vs. cəccə「セイウチ（女性方言）」
但し、Dunn(1999:25-32)では男性方言の /c/、/r/ が、それぞれ女性方言でも/c/、/r/の場合もあるなど、のr-cの対応は共時的には予測不可能としている。

##### 語彙のバリエーション
チュクチ語Telqep方言では「はい」に当たる語で性別による違いがあり、女性はii、男性はej(eej)を使用する。この語彙的区別はチュクチ語南部に生じ、チュクチ語より南方のチュクチ語派にもみられる。
このような性別による発音の差は近縁のアリュートル語にもみられ、/l/がが/s/に、/s/が/c/に交替する。また、「はい」を女性はii、男性はeejとする現象は、Telqepより北方のチュクチ語には見られないが、南方のコリャーク語パラナ方言で見られる。

## 品詞論
チュクチ語の品詞は屈折をもつものと持たないものに分けられる。
屈折を持つ主要な品詞は二つあり、名詞類と動詞類である。名詞類は下位分類として、名詞（一般名詞、高位有生名詞）、人称代名詞、疑問詞・疑問代名詞、指示詞・指示代名詞、数量詞代名詞、分詞、形容詞、数詞を持つ。動詞類は、項をとるという特徴を持ち、屈折動詞と動詞基にわけられる。屈折動詞は下位分類に自動詞、他動詞、疑問代動詞、形動詞・助動詞を持ち、動詞基は下位分類に非派生動詞、派生動詞、副動詞がある。
屈折を持たない品詞には、副詞、（文法的）助詞、談話助詞、推定助詞、後置詞、間投詞がある。
チュクチ語の文法範疇は人称（1人称・2人称・3人称）・数（単数・複数）を持つ。コリャーク語・アリュートル語に存在する双数は見られない。

## 名詞類
チュクチ語の文法範疇は人称（1人称・2人称・3人称）・数（単数・複数）を持つ。コリャーク語・アリュートル語に存在する双数は見られないが、複数は他のチュクチ語派の双数と同源である。一般名詞の場合、他のチュクチ語派と同様に絶対格以外で数の対立は中立化される。

### 名詞（Nouns）
名詞の下位分類には、一般名詞（common nouns）、高位有生名詞（high animate nouns）の下位分類がある。チュクチ語における格は、機能によって大きく文法格（grammatical cases）、空間格（spatial cases）、付属格（accoompaniment cases）の三種に分けることができる。Slorik (1961)では9格、Dunn (1999)では13格を区別する。
格標識が格標識であるとみなされるための基準は2つある。一つ目が形態的基準で、格標識は名詞語幹の接辞でなければならない（=格標識は絶対格及び能格と相補分布する）。二つ目が統語的基準で、格標識は節内の独立した名詞句に標示でき、それが動詞の項または付加項として機能しなければならない。
チュクチ語の名詞は大きく三つに分けることができ、それぞれ、一般名詞、高有生名詞、人称代名詞である。チュクチ語の普通名詞における数は、類縁のアリュートル語、チュクチ語と同様に絶対格でのみ数の区別がある。
| 格の名称 | 格の名称                               | 格語尾（一般名詞） | 格語尾（一般名詞） | 高有生名詞     | 高有生名詞  | 人称代名詞 | 人称代名詞 |
| 格の名称 | 格の名称                               | 単数               | 複数               | 単数           | 複数        | 単数       | 複数       |
| -------- | -------------------------------------- | ------------------ | ------------------ | -------------- | ----------- | ---------- | ---------- |
| 文法格   | 絶対格（Absolutive）「～が」           | 略                 | -t(i)              | （表外を参照） | -nti        | -∅/-ｎ     | -∅         |
| 文法格   | 道具格 (能格)（Ergative/Instrumental） | -(t)e              | -(t)e              | -ne            | -rək/cək#   | -nak       | -(n)an     |
| 文法格   | Equative                               | -u                 | -u                 | -n-            | なし        | -k-        | -k-        |
| 空間格   | 場所格（Locative）「～で」             | -k(ə)              | -k(ə)              | -ne            | -rək/cək#   | -∅         | -∅         |
| 空間格   | 向格（Allative）「～に向かって」       | -etə/-ɣtə          | -etə/-ɣtə          | -ne            | -rəkə/cəkə# | -kə#/-ka-  | -kə#/-ka-  |
| 空間格   | 奪格（Ablative）「～から」             | -epa/-ɣəpə/-jpə    | -epa/-ɣəpə/-jpə    | -∅             | -r-/-c-     | -ka-       | -ka-       |
| 空間格   | Orientative「～に従って」              | -ɣjit              | -ɣjit              | -∅             | -r-/-c-     | -ke-       | -ke-       |
| 空間格   | Inessive「～の中で」                   | -cəku              | -cəku              | -∅             | -r-/-c-     | -ke-       | -ke-       |
| 空間格   | 沿格（Perlaitve）「～に沿って」        | -jekwe             | -jekwe             | -∅             | -r-/-c-     | -ke-       | -ke-       |
| 空間格   | Sublative「～の下に」                  | -jikwə             | -jikwə             | -∅             | -r-/-c-     | -ke-       | -ke-       |
| 付属格   | 共同格（Comitative）「～と共に」       | ɣe-...-e           | ɣe-...-e           | -∅             | -r-/-c-     | -k-        | -k-        |
| 付属格   | Associative「～と共に、部分/全体」     | ɣa-...-ma          | ɣa-...-ma          | -∅             | -r-/-c-     | -ɣ-        | -ɣ-        |
| 付属格   | Privative「～なしで」                  | e-...-ke           | e-...-ke           | -∅             | -r-/-c-     | -k-        | -k-        |

#### 絶対格単数の形態
単数絶対格の標示には、大きく分けて次の四つのタイプがあり、いくつかに下位分類が存在する：①無標のもの（ゼロ形態素-∅を伴うもの）、②語幹の重複を伴うもの、③絶対格接尾辞-n/ -ŋəを伴うもの、④不規則。形態的制約として、名詞は短母音を持つ単音節語としては実現できない。

##### ① a. 無標のもの（語末母音が変化しないもの）
多くの名詞は子音で終わる。6つ程度の名詞のみ絶対格単数が母音で終わる（apaʔake, areqaŋo, cewaro, ilɣəlʔu, ʔinnəpʔi, nənnə）。このほか、受動分詞-joは絶対格単数の最終要素となることがある。
| 絶対格単数 | 絶対格複数  | 意味（日本語）                               | 意味（英語）                                  |
| ---------- | ----------- | -------------------------------------------- | --------------------------------------------- |
| inirɣiŋ    | inirɣiŋ-ə-t | ブランケット                                 | blanket                                       |
| ajmak      | ajmak-ə-t   | （獣の）死体                                 | carcass                                       |
| ilir       | ilin-ti     | 島                                           | island                                        |
| apaʔake    | apaʔake-t   | 足の筋肉の発達していない生まれたてのトナカイ | newborn reindeer with undeveloped leg muscles |
| areqaŋo    | areqaŋo-t   | 臀部の白いトナカイ                           | reindeer with a white backside                |
| cewaro     | cewaro-t    | 灰色の肌のトナカイ                           | grey skinned reindeer                         |
| ilɣəlʔu    | ilɣəlʔu-t   | 白い顔のトナカイ                             | reindeer with a white face                    |
| ʔinnəpʔi   | ʔinnəpʔi-t  | 捕鯨用の銛                                   | harpoon                                       |
| nənnə      | nənnə-t     | 名前                                         | name                                          |

##### ① b. 無標のもの（語末母音が変化するもの）
このタイプは語幹がe~aで終わる場合のみに起こり、絶対格単数が語幹のe~aがəに変化することで起こる。また、語末の開音節に正門破裂音を持つものは単数絶対格でこれを失う（ətlə, kelə）。
| 絶対格単数  | 絶対格複数    | 意味（日本語）                | 意味（英語） |
| ----------- | ------------- | ----------------------------- | ------------ |
| aŋqə        | aŋqa-t        | 海                            | sea          |
| walə        | wala-t        | ナイフ                        | knife        |
| wopqə       | wopqa-t       | ヘラジカ                      | moose        |
| makə        | maka-t        | おむつ                        | nappy        |
| nenenə      | nenene-t      | 子供                          | child        |
| rərkə/cəccə | rərkat/cəccat | セイウチ（男性方言/女性方言） | warlrus      |
| umqə        | umqe-t        | ホッキョクグマ                | polar bear   |
| ətlə        | ətlʔa-t       | 母                            | mother       |
| kelə        | kelʔa-t       | 精霊、オーガ                  | spirit, ogre |

##### ① c. 無標のもの（語末母音が脱落するもの）
基底形で*CCV#を持つ語幹は語末母音の脱落後、語末の子音連結を避けるためにシュワーの挿入を受ける（*CCV#→*CC#→*CəV#）。複合語末の主要部はこのタイプでなくても、しばしば母音が脱落しこのタイプに所属する（recet-wal, wen-qor）。
| 絶対格単数 | 絶対格複数   | 意味（日本語）     | 意味（英語）                  |
| ---------- | ------------ | ------------------ | ----------------------------- |
| wiwər      | wiwri-t      | 皮を削るための板   | board for scraping hides upon |
| qəməl      | qəmlat       | 骨髄               | bone mallow                   |
| ewic       | ewicu-t      | 植物採集用の鞄     | bag for plant gathering       |
| ceŋəl      | cenle-t      | 箱                 | box                           |
| ekək       | ekke-t       | 息子               | son                           |
| ətleŋəj    | ətlenju-t    | 弟                 | younger brother               |
| recet-wal  | recet-wala-t | ベルトナイフ       | belt knife                    |
| wen-qor    | wen-qora-t   | トナカイのハーネス | harness reindeer              |

##### ② a. 語幹の重複を伴うもの（完全重複）
このタイプはCVCまたはVCの語幹を持ち、絶対格複数でも重複が現れる。他の格の形態や抱合された形態では非重複の語幹が現れる。
| 絶対格単数 | 絶対格複数          | 意味（日本語）           | 意味（英語）            |
| ---------- | ------------------- | ------------------------ | ----------------------- |
| wətwət     | wətwət-te           | 葉                       | leaf                    |
| witwir     | wirwir-ti           | 染色に使用する木の皮     | bark used for dyeing    |
| ʔecʔec     | ʔecʔec-ə-t          | gorbusha（カラフトマス） | gorbusha (fish species) |
| ococ       | ococ-te             | ボス、 チーフ            | boss, chief             |
| nəmnəm     | nəmnəm-ə-t          | 定住                     | settlement              |
| cotcot     | cotcot-te           | クッション               | cushion                 |
| jitjit     | jit-ti / jitjit-ti  | 雫（水の）               | ‘drop’ (e.g. of water)  |
| jənjən     | jən-ə-t / jənjən-te | 炎                       | fire                    |

##### ② b. 語幹の重複を伴うもの（部分重複）
このタイプには VC または CVC の構造を持つ語幹は含まれず ②a に分類される。声門破裂音は CV 構造の外にある音節プロソディー として分析するのが最良である。声門破裂音は母音前にのみ出現し、語頭に子音が存在しない場合を除き、重複された音節には引き継がれない。
| CV骨格 | 絶対格単数  | 絶対格複数 | 意味（日本語）       | 意味（英語）                     |
| ------ | ----------- | ---------- | -------------------- | -------------------------------- |
| C.Cʔ   | kəmʔə-kəm   | kəmʔ-ə-t   | 芋虫                 | worm, caterpillar                |
| V.CV   | eme-em      | eme-t      | suxostoj（木の一種） | suxostoj (type of tree)          |
| VC.C   | irw-ə-ir    | irw-ə-t    | 鋭利なもの、刃物     | something sharp, an edged weapon |
| CV.CV  | weni-wen    | weni-t     | ベル                 | bell                             |
| CV.CʔV | jilʔe-jil   | jilʔe-t    | ホッキョクジリス     | arctic ground squirrel           |
| CVC.C  | tanŋ-ə-tan  | tanŋ-ə-t   | 他人                 | stranger                         |
| CVC.CV | jokwa-jow   | jokwa-t    | ホンケワタガモ       | eider duck                       |
| CʔV.CV | wʔare-war   | wʔare-t    | 枝分かれした棒       | forked stick                     |
| CʔC.C  | mʔəcq-ə-məc | mʔəcq-ət   | トナカイの足の一部   | part of reindeer leg             |
| ʔV.CV  | ʔitu-ʔit    | ʔitu-t     | ガン、ガチョウ       | goose                            |
| ʔV.CʔV | ʔer-ʔer     | ʔerʔa-t    | 氷河                 | iceberg                          |

##### ③ 絶対格接尾辞-nを伴うもの
派生名詞で最も一般的なタイプであり、非終末接尾辞を伴う派生名詞で必ず用いられる。非派生名詞でもこのタイプは多く見られる。
| 絶対格単数     | 絶対格複数     | 意味（日本語）                     | 意味（英語）                              |
| -------------- | -------------- | ---------------------------------- | ----------------------------------------- |
| weriw-ə-cʔ-ə-n | weriw-ə-cʔ-ə-t | コケモモ（酸っぱい＋名詞化接尾辞） | foxberry (sour+nominalizer)               |
| kaara-n        | kaara-t        | 子供とお母さんを運ぶためのそり     | sled for carrying baby and nursing mother |
| kemlilu-n      | kemlilu-t      | 女性の服装の一つ                   | type of women's costume                   |
| nilɣ-ə-n       | nilɣ-ə-t       | ロープ                             | rope                                      |
| nanq-ə-n       | nanq-ə-t       | 胃                                 | stomach                                   |
| rojer-ə-n      | rojer-ə-t      | 家族                               | family                                    |
| ətləɣ-ə-n      | ətləɣ-ə-t      | 父                                 | father                                    |

##### ④ 絶対格接尾辞-ŋəを伴うもの
使用頻度の高い少数の語幹にしか用いられない古風な格である。（C）VCVの形態の二音節語幹しか現れない。コリャ―ク語とアリュートル語では同じく稀であるが、ケレク語ではより広い分布を示すようである。
| 絶対格単数 | 絶対格複数 | 意味（日本語）       | 意味（英語）     |
| ---------- | ---------- | -------------------- | ---------------- |
| jara-ŋə    | jara       | 家                   | house            |
| joro-ŋə    | joro       | 寝室                 | sleeping chamber |
| kuke-ŋə    | kuke       | ポット               | pot              |
| qeme-ŋə    | qeme       | 皿                   | dish             |
| qora-ŋə    | qora       | トナカイ             | reindeer         |
| rəpe-ŋə    | rəpe       | ハンマー             | hammer           |
| titi-ŋə    | titi       | 針                   | needle           |
| əpa-ŋə     | əpa        | （肉・魚などの）煮汁 | broth            |

##### ⑤ 不規則なもの
不規則な形態を持つ絶対格単数形は非常に珍しい。下記すべての例は部分的に補充形を示す。
| 絶対格単数 | 絶対格複数 | 意味（日本語）           | 意味（英語）  |
| ---------- | ---------- | ------------------------ | ------------- |
| cakəɣet    | cakett-ə-t | 姉妹                     | sister        |
| nəkirit    | nəkit-ti   | 夜                       | night         |
| ɣatte      | ɣatɣa-t    | 手斧                     | adze          |
| ɣatle      | ɣalɣa-t    | 鳥                       | bird          |
| wetlə      | wetw-ə-t   | ワタリガラス             | raven         |
| wonnə      | worwə-t    | スプーン                 | spoon         |
| ʔi-nə      | ʔiɣ-ə-t    | オオカミ                 | wolf (wolves) |
| ti-nə      | tiw-ə-t    | （家畜などを追う）突き棒 | goad          |
| wanə       | wanwə-t    | 場所                     | place         |
| winə       | winwə-t    | 跡、わだち               | track, trace  |

### 代名詞（Pronouns）
チュクチ語の代名詞には、人称代名詞、不定・疑問代名詞、数量詞代名詞、指示代名詞の4つの下位分類がある。
代名詞は文法範疇に格・人称をもち、加えてほとんどの場合数を持つ。

#### 人称代名詞（Personal Pronouns）
人称代名詞は人称と数が語幹に内在しているため、名詞や他の代名詞が持つ人称・数標示の形式を利用しない。他の名詞類の語のように一人称・二人称・三人称と単数・複数があり、時に指小辞などの派生形態素を伴うことがある。
|        | 単数        | 複数                                 |
| ------ | ----------- | ------------------------------------ |
| 一人称 | ɣəmo ~ ɣəm- | muri ~ murɣ-                         |
| 二人称 | ɣəto ~ ɣət  | turi ~ turɣ-                         |
| 三人称 | ətlon ~ ən- | ətri ~ ərɣ (男性) əcci ~ əcc- (女性) |

#### 不定・疑問代名詞（Interrogative/Indefinite Pronouns）
不定・疑問代名詞は有生性で区別があり、どの名詞類にも代用することができる。他の名詞類の語のように単数と複数があり、時に指小辞などの派生形態素を伴うことがある。
|      | 形態              | グロス |
| ---- | ----------------- | ------ |
| 有生 | meŋin(e-) ~ mik-  | 'who'  |
| 無生 | rʔenut(e-) ~ req- | 'what' |

#### 数量代名詞（Quantifier Pronouns）
数量詞代名詞には、əｍəlʔo「全て」と語幹qnt-「ある、別の」の様々な形態の二種類である。qnt-は絶対格単数qol「一つ・他の一つ」、絶対格複数「いくつか・その他」の意味をもつ。qolは名詞句内で同格修飾語として現れ、数詞ənnen「1」と代替可能である。しかしこれらは異なる語のクラスである。qnt-は格をとり、項として機能できるが、数詞ənnenはその機能は持たない。

#### 指示代名詞（Diectic Pronouns）
この名詞は、対象の空間的距離や談話上の状態に応じて参照対象をさす。

### 分詞（Particles）
分詞は独立した語幹クラスではなく、その形態構造において動詞語幹から派生した名詞である。他の名詞と異なり、分詞はごく稀にを項をとる。

### 形容詞（Adjectives）
（自由）形容詞は形式的には習慣的アスペクトを持つ自動詞と同一の形態である。しかし形容詞と自動詞を分割する形態的基準が二つある。
①自由形容詞は、自動詞が持つ他の時制・アスペクト・法接辞で標示することができない。
②形容詞に付加される派生接辞は形容詞の外部に付加され、接周辞を形成する。自動詞に対する同等の派生接辞は、動詞語幹に直接付加される。
形容詞と動詞で用いられる派生接辞はわずかに異なる形式を持つ。

### 数詞（Numerals）
数詞は、二十進法に基づいて形成され、419（20*20+19）までの数をもつ閉じたクラスである。数詞体系はあまり理解されておらず、話者はロシア語の数詞を使う傾向にある。
数詞には単純数詞、複合数詞、分析的数詞の三種に下位分類される。
単純数詞（Simple Numerals）：1-5, 10, 15, 20
複合数詞（Compound Numerals）：6-9, 11-14, 16-19, 400までの20の倍数
分析的数詞（Analytic Numerals）：20の倍数と1-19の数字およびparol(pacol)「あまり」で構成される数
tʔer/tʔec「どのくらい/そのくらい」は形態的基準によると数詞の一員である。
数詞は格を標示しないが動詞のS/Oの項として機能することができる。ほとんどの数詞は明確に名詞由来である。
数詞は少数だが特徴的な単語クラスを変化させる派生接辞を持ち、これらとしか結合しない。また、数詞に関連する派生接尾辞として、序数詞-qew、倍数-ce、人間集合-rɣire、非人間数詞-jono、分配詞-jutがある。
| 数字 | 数詞                                                     |
| ---- | -------------------------------------------------------- |
| 1    | ənnen                                                    |
| 2    | ŋireq                                                    |
| 3    | ŋəroq                                                    |
| 4    | ŋəraq                                                    |
| 5    | mətləŋen                                                 |
| 6    | ənnanmətləŋen (1+5)                                      |
| 7    | ŋərʔamətləŋen (2+5)                                      |
| 8    | ŋərʔoqmətləŋen (3+5), amŋərootken                        |
| 9    | ŋərʔamətləŋen (4+5), qonʔacɣənken                        |
| 10   | mənɣətken                                                |
| 11   | mənɣətken ənnen parol (10+1と余り)                       |
| 12   | mənɣətken ŋireq parol (10+2と余り)                       |
| 13   | mənɣətken ŋəroq parol (10+3と余り)                       |
| 14   | mənɣətken ŋəraq parol (10+4と余り)                       |
| 15   | kəlɣənken                                                |
| 16   | kəlɣənken ənnen parol (15+1と余り)                       |
| 17   | kəlɣənken ŋireq parol (15+2と余り)                       |
| 18   | kəlɣənken ŋəroq parol (15+3と余り)                       |
| 19   | kəlɣənken ŋəraq parol (15+4と余り)                       |
| 20   | qlikkin                                                  |
| 21   | qlikkin ənnen parol (20+1と余り)                         |
| 25   | qlikkin mətləŋen parol (20+5と余り)                      |
| 30   | qlikkin mənɣətken parol (20+10と余り)                    |
| 31   | qlikkin mənɣətken ənnen parol (20+(10+1)と余り)          |
| 40   | ŋireqqlikkin (2*20)                                      |
| 50   | ŋireqqlikkin mənɣətkən parol ((2*20)+10と余り)           |
| 60   | ŋəroqqlekken (3*20)                                      |
| 73   | ŋəroqqlekken mənɣətkən ŋəroq parol ((3*20)+(10+3)と余り) |
| 80   | ŋəraqqlekken (4*20)                                      |
| 96   | ŋəraqqlekken kəlɣənken ənnen parol ((4*20)+(15+1)と余り) |

## 動詞類
動詞は活用によって核心的参加者の人称・数を示す。これに加え、動詞は時制・相・法を標示する。
動詞は形式上、語根に基づく項構造で6種に分けられる。
- 自動詞（intransitive）
  - ゼロ項動詞：Sが抱合されることが多い。一部は気象現象を表す動詞
  - 一項動詞：典型的な自動詞
  - 二項動詞（+拡大項）：補語が必須
- 他動詞（transitibe）
  - 二項動詞：典型的な他動詞
  - 三項動詞（+拡大項）
- 両用動詞（labile）：自動詞とも他動詞にもなれる。

格となる項を抱合することで他動性を一段階下げる。一方、非核項の組み込みは他動性の値には影響しない。
コピュラ動詞は一項自動詞か二項自動詞に分類される。

### 分析的動詞（Analytic verbs）
補助動詞と屈折しない語彙的中心語（lexical head）から構成される二つの音韻単位（phonological words）からなる動詞である。語彙的中心語は通常、動詞語幹、または動詞・形容詞クラスから派生した副詞的形態である。分析的動詞の中心語としてのみ機能する、派生も屈折もしない動詞語幹の非常に小さなクラスも存在する（ləɣi「知る」）。

### 補助動詞とコピュラ動詞
補助動詞はテンス・アスペクト・ムード・他動性を分析的動詞構造内で標示する。補助動詞は多くの形態をコピュラ動詞と共有する。
| コピュラ動詞 | 意味                      |
| ------------ | ------------------------- |
| wa-/-twa-    | to exist, to be (located) |
| it-          | to be                     |
| nʔel-        | to become                 |

it-とnʔel-は自動詞補助動詞として機能する。他動詞補助動詞としては以下のものがある。
| 他動詞補助動詞 | 意味                     |
| -------------- | ------------------------ |
| ləŋ-/-lɣ-      | AUX                      |
| rətc-/-tc-     | AUX, treat as, make into |
| rət-/-nt       | AUX, have as             |

### 動詞語幹（Verb bases）
動詞語幹の主な機能は分析動詞の語彙的中心語として作用することである。動詞語幹は副詞としても機能することがある。
派生動詞語幹は肯定極性を持つことがあり、接辞-ɣtə, n-...-ʔew, -u, -(t)eで示される。否定極性は接周辞e-...-keまたは、luŋ-...-(t)eによって示される。
-ɣtə, n-...-ʔewは、それぞれ性質を表す動詞や形容詞語幹から自動詞語幹を形成する。
接尾辞-uは様々な精神作用を表す他動詞語幹を派生させる。

### 副動詞（Converbs）
副動詞は、形態的には特定の接辞（-ma, -k, または -ineŋu）によって定義される動詞派生語クラス（deverbal word class）として定義され、統語的には副詞的従属節として機能する能力を持つことによって定義される。連用形は、S（主語）、A（能格主語）、および/または O（目的語）の統語的役割を持つ名詞的項を従属させることができるが、この従属関係は連用形自体には何ら示されない。

## 屈折を持たない品詞
副詞と助詞は共通の特徴として、人称・数・格・時制・アスペクト・法といったカテゴリにおいて屈折しない閉じたクラスの集合である。

### 副詞（Adverbs）
副詞は屈折を持たない語のうち他の語クラスの語幹から派生したものである。

#### 形容詞由来副詞（Deadjectival adverbs）
形容詞語幹から接周辞n-...-ʔewによって派生される副詞を形容詞由来副詞（Deadjectival adverbs）と呼ぶ。

#### 指示副詞（Deictic adverbs）
指示副詞は指示詞及び指示代名詞の語幹から複数種の異なる接辞を用いて派生される。指示副詞の形成にはおおくの明確な規則性がみられるが、パラダイムには欠落や予測不可能な要素も存在し、これらがかなり語彙化されていることを示している。

#### 非派生の時・様態副詞
これらは時間的意味をもつ副詞である（ʔəlo「一日の間に」、ajwe「昨日」ɣənməjep、「しばらく前」、telenjep「だいぶ前」、wiin「その間に」、qonpə「いつも」）。tite「いつ？」は疑問や不定の機能を持つ。-ŋitで終わるいくつかの時の副詞は副詞だけでなく、名詞や動詞としても機能する（eleŋit「夏の間に（副詞）」、「夏（名詞）」、「夏を過ごす（自動詞）」、lʔeleŋit「冬の間に（副詞）」、「冬（名詞）」、「冬を過ごす（自動詞）」、ʔəloŋet「一日の間に（副詞）」、「一日（名詞）」、「一日を過ごす（自動詞）」）。
様態副詞の多くは派生語であるが、iʔam「なぜ」は非派生である。他の非派生様態副詞には共伴的関係を表すものがある（kənmal「一緒に」、ceekej「一緒に」）。

#### 名詞句修飾をする副詞
名詞句を修飾する機能をもつ小さいクラスの副詞が存在する。これらはcəmqək「他の」、再帰cinit「～自身」、amɣəmnan「自分自身」、amɣənan「あなた自身」などである。

### 助詞（Particles）
助詞は文法的意味を持つ自由形態素である。稀に派生を行い、強調・限定・縮小の接辞と結びつく。

#### 否定助詞（Negative particle）
否定助詞は様々な統語的機能を満たす。qərəm/qəcəm、wanewanは意思法（intentional）において動詞と共に否定述語を形成する。ənŋeは否定副動詞を伴って否定命令を構成する。ujŋeは否定副動詞と同音であるがprivativeの名詞と共に使用される。

#### 節全体を修飾する助詞（Proclausal particle）
節全体を修飾するいくつかの助詞がある（ətrəʔec~əccʔet「以上です」、「ありがとう」、jewjew「まって」）。否定助詞も節全体を修飾することができる（wanewan「いいえ」）。屈折を起こさない語qoro「gimme、くれ」は他動詞節修飾助詞である。

#### 接続助詞（Conjunctive particles）
接続助詞は二つの述語・節または二つの名詞類・名詞句を接続する機能を持つ。qeluq=ʔm「なぜなら」、qəmel「続いて」などが該当する。

#### モーダル助詞（Modal particles）
動詞の未来時制、または（よりまれに）意向法や条件法とともにのみ出現する制約を持つモーダル小詞の一群がある。これらは、動詞補語を伴わずに使用されることもある。

#### 談話助詞（Discourse particles）
チュクチ語は談話助詞が豊富であり、それらは文の真偽値（エビデンシャリティ）に対する話者の評価、文の行為が話者または文中の参与者に与える感情的影響、そして/または行為の強度を示す。この種の助詞は記述が非常に難しいことで知られている。というのも、統語的に必須であることはほとんどないためである。

#### 推定助詞（evaluative particle）
この助詞は二つの語iee「良い、素晴らしい」、ʔeki(ŋ)「悪い、ひどい」が属する。

### 後置詞（Post position）
この助詞は二つの語reen「共に」、qaca「近くに」が属する。位置格名詞の直後に生起してこれらの意味を表す。

### 間投詞
間投詞は一般に感情的内容を表す。okkij, kako「（驚き）」、ʔoʔoj「（不快）」、iik, iikaka「（痛み）」、mej「（呼びかけ）」などがある。

## 構文と機能的カテゴリー

### 否定

#### 動詞の否定
動詞の否定には小詞（wanəwan, ellə, qərəm, samʔam, ənŋe）と接辞（luŋ-...-te/loŋ-...-ta, e-...-ke/a-...-ka）を使用するものの2種類が存在する。これらは話者の発話の状況、発話時間によって使い分けられる。
| 否定の形態\否定対象   | 出来事の否定     | 否定命令（禁止） |
| --------------------- | ---------------- | ---------------- |
| wanəwan               | 過去・現在       | -                |
| ellə                  | 過去・現在       | -                |
| qərəm                 | 未来             | -                |
| samʔam                | 未来             | -                |
| ənŋe                  | -                | -                |
| luŋ-...-te/loŋ-...-ta | 過去             | -                |
| e-...-ke/a-...-ka     | 過去・現在・未来 | -                |